# Bergsfort i Rajasthan
Bergsforten i Rajasthan i Indien är sedan 2013 uppsatta på Unescos världsarvslista. Det består av sex fästningar:
- Chittorgarhfortet i staden Chittorgarh.[2]
- Kumbhalgarhfortet 84 km norr om Udaipur, byggd  på 1400-talet under Rana Kumbha.[3]
- Ranthamborefortet i Ranthambore nationalpark nära staden Sawai Madhopur.[4]
- Gagronfortet 7 km norr om Jhalawar från 700-talet.[5]
- Amberfortet i 11 km från Jaipur , byggd under slutet av 1500-talet under Raja Man Singh I och Mirza Raja Jai Singh.[6]
- Jaisalmerfortet i Jaisalmer byggd i mitten av 1100-talet.[7]

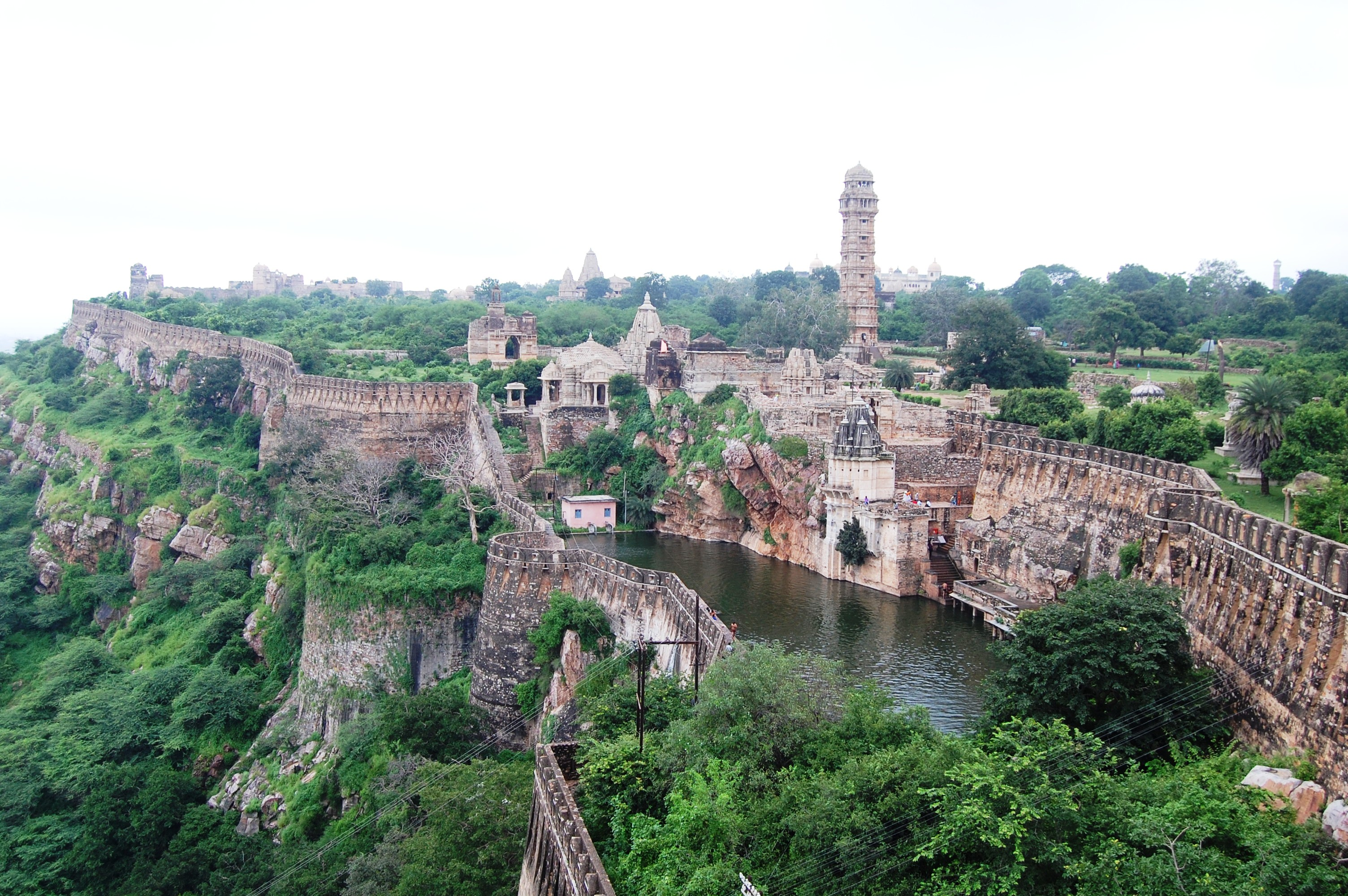
Chittorgarhfortet
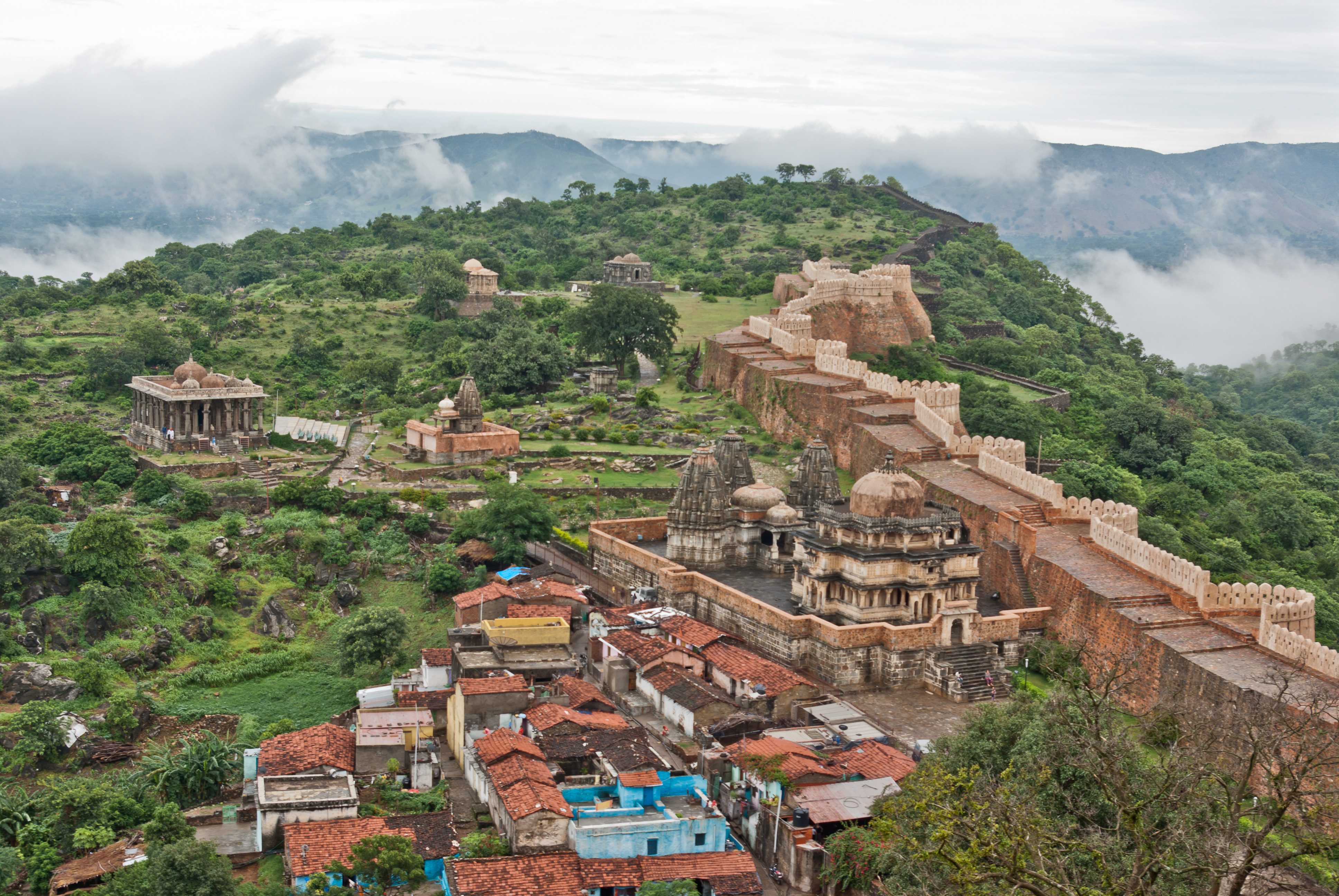
Kumbhalgarhfortet
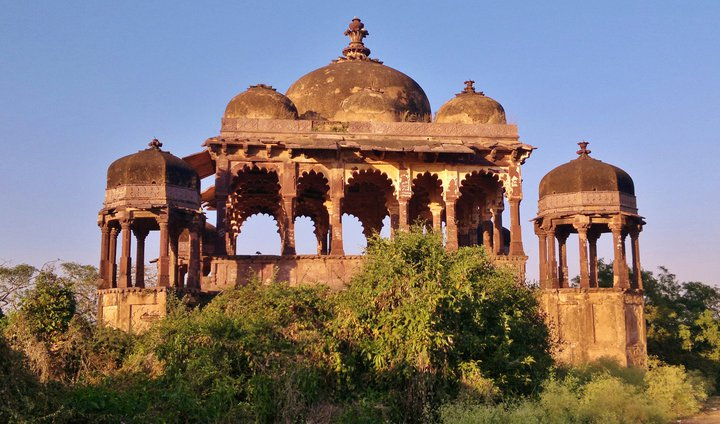
Ranthamborefortet
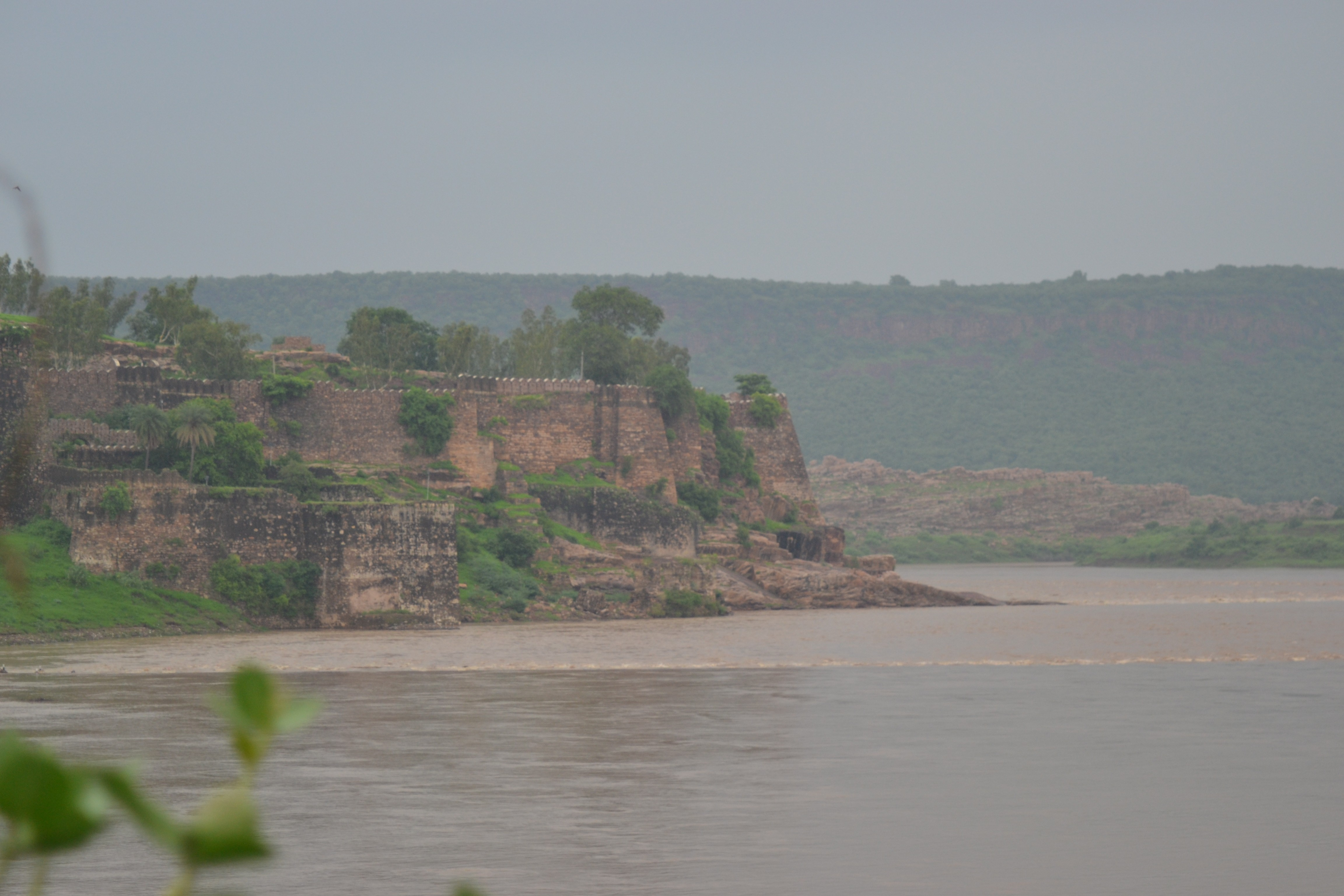
Gagronfortet
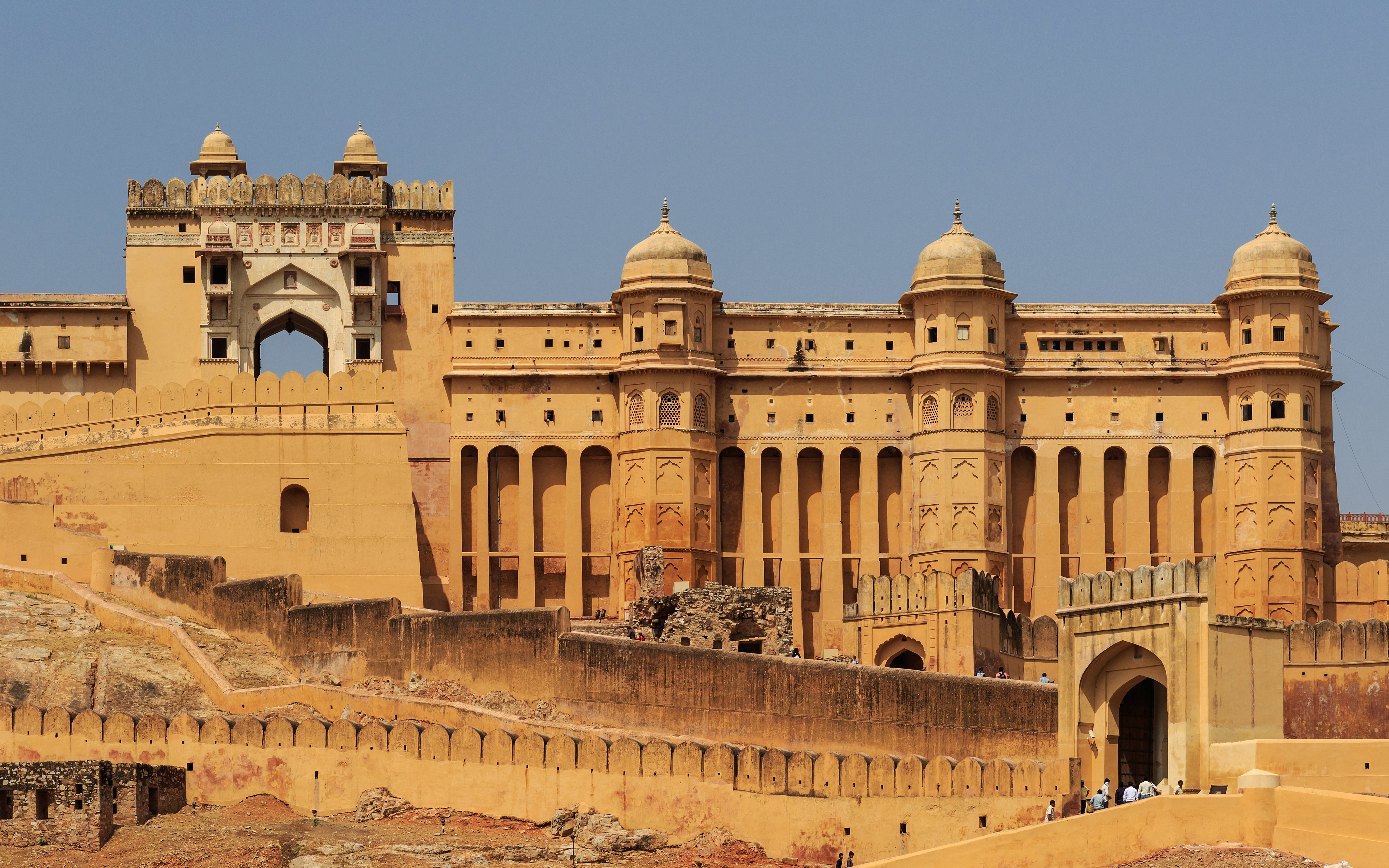
Amberfortet
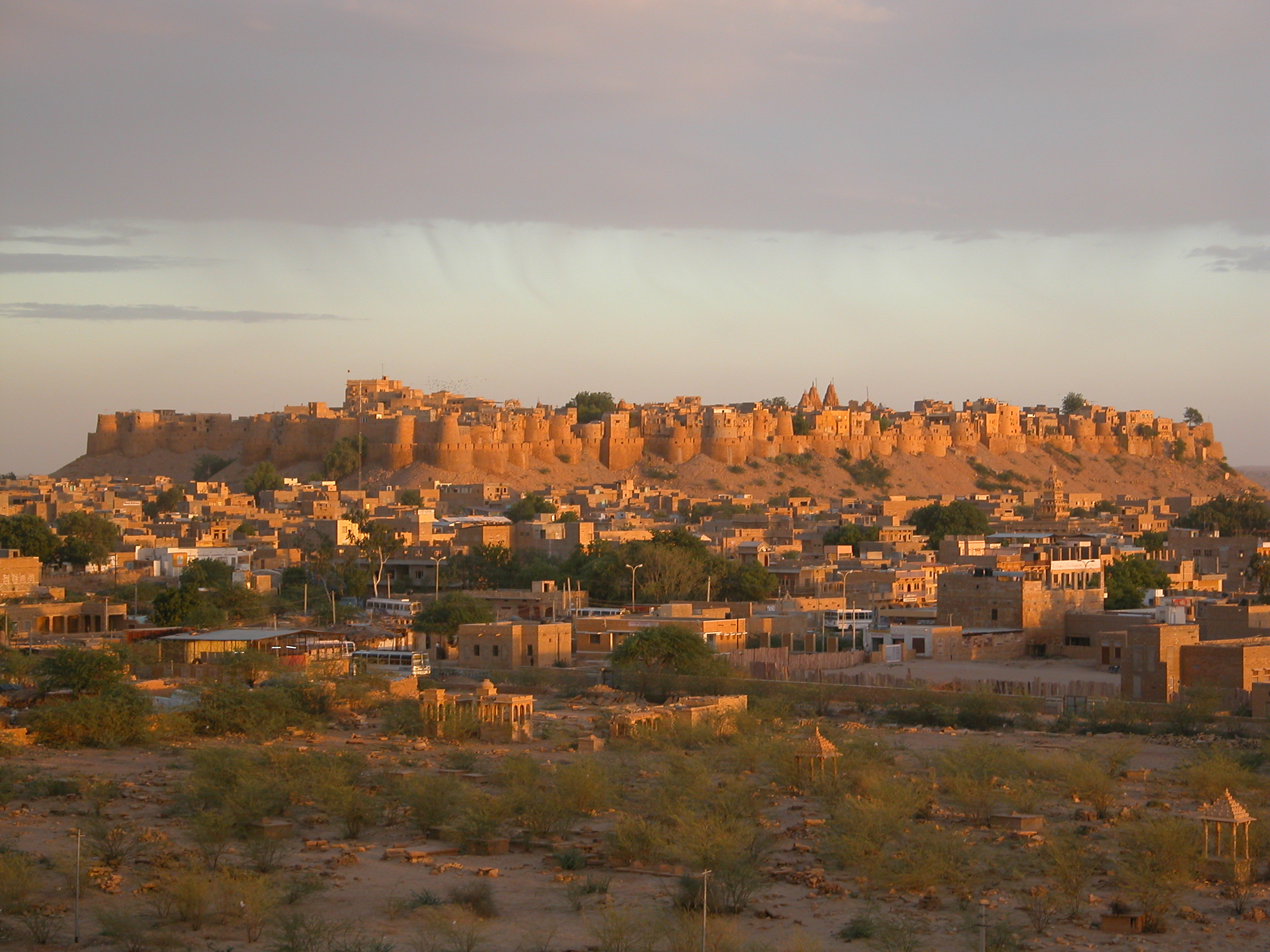
Jaisalmerfortet

Fästningarna byggdes under Rajputanas blomstringstid från 700-talet till 1700-talet. Försvarsmurar inneslöt städerna med palats, marknader, tempel och andra byggnader. Fästningarna har byggts så att landskapets naturliga försvar i form av kullar, öknar, floder och skogar togs till vara.